# Крістіан Міхелідес
Крістіан Міхелідес (нім. Christian Michelides, народився 19 липня 1957 року у Граці) — австрійський письменник, фотограф і психотерапевт. З 2000 року він очолює «Лайтхаус Відень»(Lighthouse Vienna).

## Біографія

### Журналістика
У 1973 році Міхелідес почав працювати оперним критиком у щоденній штирійській регіональній газеті «Сюдост-Тагеспост» (Südost-Tagespost). У 1975 році він працював асистентом режисера у Віденському Бургтеатрі. Після закінчення середньої школи вивчав театральне мистецтво, історію мистецтва та режисуру у Відні, Нью-Йорку та Мілані. Паралельно публікувався в італійській щоденній газеті Il manifesto, у щойно заснованому журналі WIENER та інших ЗМІ, працював у рекламних агентствах GGK Vienna та McCann-Erickson Germany, а згодом — менеджером з реклами годинникового бренду Swatch Biel.
У 1982 році разом з фотографом Йорітом Остом заснував фотогалерею «Molotov» на віденській вулиці Штіфтгассе та організував більше двадцяти виставок на різних майданчиках міста, включаючи Альбертіну, Художній дім, Сецесію та Віденську міську ратушу.
На початку 1990-х займався журналістськими розслідуваннями у сфері культури. Працював для журналів FORVM, Falter, Der Standard та інших ЗМІ. Розкрив кілька культурних скандалів, переважно в контексті прихованого націонал-соціалістичного минулого. Наприклад, дуже відома австрійська поетеса Гертруда Фуссенеґґер у 1938 році написала хвалебний вірш фюреру Адольфу Гітлеру і опублікувала його у «Völkischer Beobachter». За свою бойову позицію Міхелідес зазнав жорсткої критики з боку авторитетних куртуських журналістів.

### Гуманітарна діяльність
З 1994 року його увага переключилася на гуманітарні питання, зокрема на права людини та меншин. У червні 1995 року він заснував перший «Міжнародний суд з прав людини» у Відні. Його очолили правозахисники Фреда Майснер-Блау і Герхард Обершлік, а Міхелідес виступав у ролі генерального прокурора. Предметом скарги у справі була дискримінація та переслідування лесбійок, гомосексуалів, бісексуалів і трансгендерів в Австрії з 1945 по 1995 роки.
Міхелідес був засновником ініціативи «Häfn human», яка надавала консультації та відвідування в'язнів у семи в'язницях в Австрії. Він проводив кампанії проти дискримінації людей з ВІЛ/СНІДом і брав участь у низових організаціях, таких як «Клуб Плюс», «Самодопомога Відня» та «Соціальна допомога знизу». З 1995 по 1997 рік він очолював «Австрійський форум лесбійок і геїв» (ÖLSF) і сприяв проведенню першого в Австрії «Гей Параду» (Gay Pride Parade) в Австрії, відомого як «Райдужний парад». У 1998 році він почав працювати з бездомними.
У 2000 році Міхелідес заснував «Лайтхаус Відень» (Lighthouse Vienna), притулок для бездомних наркозалежних з важкими травмами, багато з яких є ВІЛ-позитивними. Він є життєвим і соціальним консультантом з 2002 року, з 2009 року він керує психоаналітичною групою для чоловіків, а з 2010 року він є сертифікованим психотерапевтом. Він працює в приватній практиці в Відні і активно займається професійною політикою.

### Фотографія

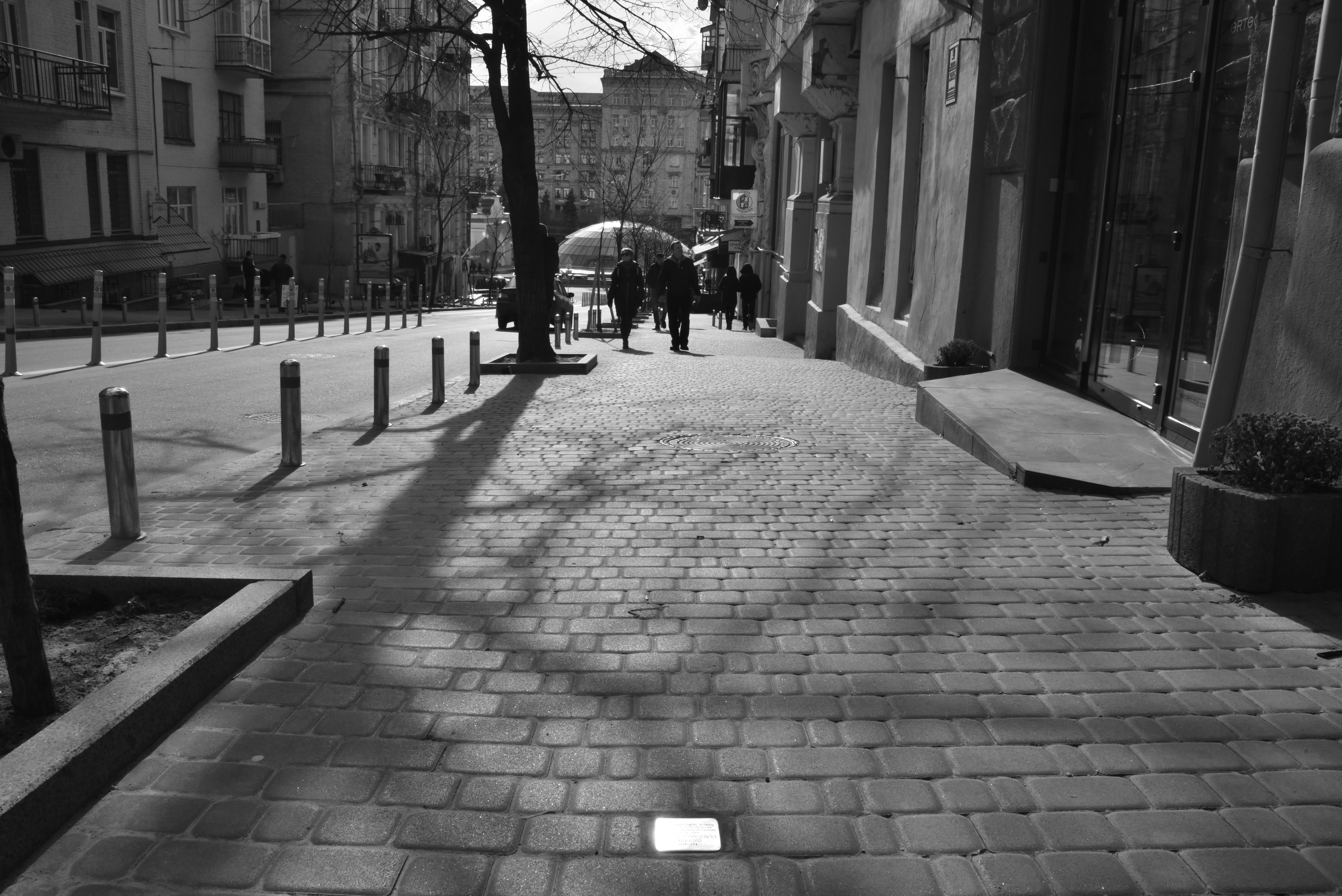
Stolperstein, Київ 2022
Фотографія Крістіана Мікелідеса

Міхелідес фотографує переважно опери, портрети, пам'ятники та демонстрації. Він документував виступи на Зальцбурзькому фестивалі, у Віденському Бургтеатрі та Віденській опері, Національній опері Ліон та у кар'єрі Св. Маргаретен, у Венеціанському театрі Ла Феніче, Копенгагені, Франкфурті-на-Майні та Граці, також в оперних театрах Атланти, Чикаго, Дубая, Пекіна, Токіо та Сіднея. У 2023 році знімав «Запорожець за Дунаєм» у Львівській національній опері. 
З 2015 року він документує Штольперштайни, присвячені жертвам режиму Гітлера, разом з Франсіском Перальтою Торехоном. Штольперштайни, створені митцем Гунтером Демнігом, встановлюються по всій Європі, включаючи Україну. Крістіан Міхелідес фотографував Україну тричі — двічі в 2018 році і востаннє 20 лютого 2022 року в Києві.

## Твори
- (Hrsg.) Wiener Blut '83. Eine Gesellschaftskomödie mit Paten und Kindern. Eine Aufstellung und Hängung von Werken durch Christian Michelides in der Galerie in der GGK Wien, Villa Vojcsik. 24. März bis 16. Juni 1983, Michelides, Wien 1983, ISBN 978-3-9503703-0-0.
- (Hrsg.) Marcus Leatherdale. Mit Texten von Kathy Acker und Christian Michelides. Michelides, Wien 1983.
- (Hrsg.) Fotografie '83. Zur ersten österreichischen Fotografie-Kunstmesse in der Stadthalle Wien, Michelides, Wien 1983.
- (Hrsg.) Lothar Rübelt: Das Geheimnis des Moments. 36 ausgew. Photographien u. e. Text von Lothar Rübelt. Ausstellungskatalog, Albertina Wien, Michelides Verlags- u. VeranstaltungsgmbH, Wien 1985.
- (Hrsg.) Memorandum über die Stiftungen des Alfred C. Toepfer und deren Zusammenarbeit mit der Universität Wien. (=Komitee zur Rettung des Grillparzer-Preises, 20) Wien 1991, 3. Auflage.
- Die Republik ist schuldig: Homosexualität und Strafrecht in Österreich. Teil 2, Die Verurteilungen seit 1950. In: LAMBDA-Nachrichten, 1 (1996), S. 38 ff.